# Еребарова къща
Еребарова къща (на македонска литературна норма: Еребарова куќа) е възрожденска къща в град Дебър, Република Македония.
Къщата, принадлежаща на фамилията Еребара, е една от най-известните в Дебър. Изработена е цялостно от дърво от дебърски майстори. Резбованият таван на къщата е отпечатан върху банкнотата от 100 македонски денара.